# Belmore (Ohio)
Belmore es una villa ubicada en el condado de Putnam en el estado estadounidense de Ohio. En el Censo de 2010 tenía una población de 143 habitantes y una densidad poblacional de 127,22 personas por km².

## Geografía
Belmore se encuentra ubicada en las coordenadas 41°9′18″N 83°56′28″O / 41.15500, -83.94111. Según la Oficina del Censo de los Estados Unidos, Belmore tiene una superficie total de 1.12 km², de la cual 1.12 km² corresponden a tierra firme y (0%) 0 km² es agua.

## Demografía
Según el censo de 2010, había 143 personas residiendo en Belmore. La densidad de población era de 127,22 hab./km². De los 143 habitantes, Belmore estaba compuesto por el 71.33% blancos, el 0% eran afroamericanos, el 0.7% eran amerindios, el 0% eran asiáticos, el 0% eran isleños del Pacífico, el 25.17% eran de otras razas y el 2.8% pertenecían a dos o más razas. Del total de la población el 29.37% eran hispanos o latinos de cualquier raza.